# Aavasaksa
Vous lisez un « bon article » labellisé en 2007.
Pour l’article homonyme, voir (2678) Aavasaksa.
Aavasaksa, en suédois Avasaksa, anciennement orthographié Avasaxa, est une colline de Finlande culminant à 242 mètres d'altitude dans la commune d'Ylitornio. Elle est située dans la région et province de Laponie, à quelques kilomètres au sud du cercle polaire arctique, et fait face à la frontière suédoise, délimitée par la rivière Torne, qui coule à l'ouest. Offrant depuis son sommet un large panorama de la nature lapone, elle constitue le point le plus méridional de Finlande permettant l'observation du soleil de minuit. Théâtre de l'expédition Maupertuis au cours de la première moitié du XVIIIe siècle, la colline est ensuite utilisée comme repère dans l'arc géodésique de Struve au cours du XIXe siècle, ce qui lui vaut de faire partie du patrimoine mondial de l'UNESCO depuis 2005 aux côtés de 33 autres sites de mesures. Site touristique renommé depuis le milieu du XIXe siècle, elle accueille désormais des milliers de visiteurs chaque année. En raison de son intérêt historique et de sa localisation originale, elle a été classée parmi les 27 paysages nationaux de Finlande.

## Géographie

### Localisation

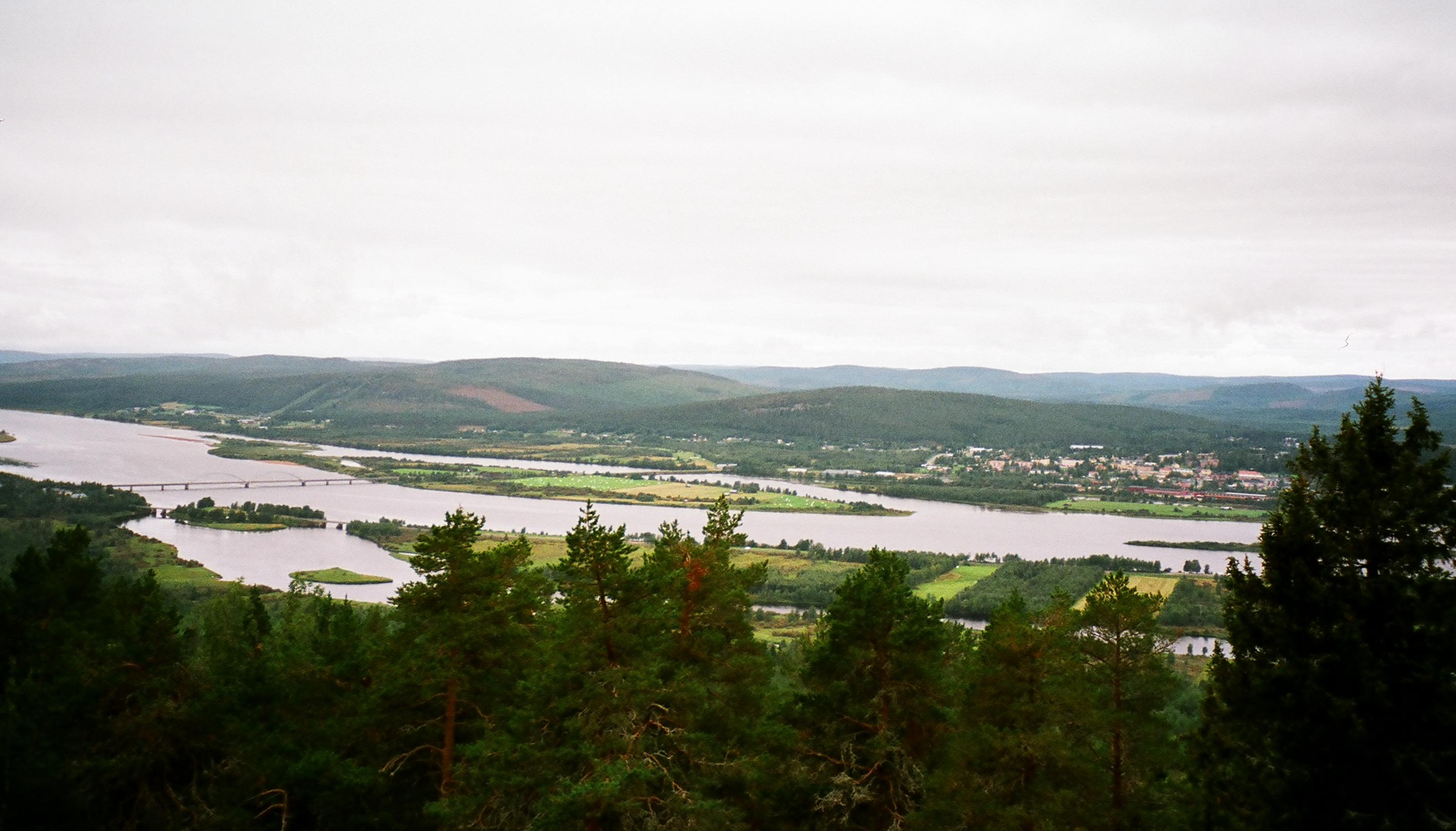
Vue depuis Aavasaksa sur la Torne et le village suédois d'Övertorneå en août 2007.

Aavasaksa est située en Fennoscandie, dans le nord-ouest de la Finlande, dans la commune d'Ylitornio de la région et province de Laponie. La colline jouxte à l'est la rivière Torne, qui marque la frontière entre la Finlande et la Suède et fait face au village suédois d'Övertorneå. Aavasaksa est distante d'environ huit kilomètres au nord du village d'Ylitornio, d'environ 70 kilomètres au nord de la baie de Botnie, d'environ 90 kilomètres à l'ouest de la capitale provinciale Rovaniemi et d'environ 700 kilomètres au nord de la capitale nationale Helsinki.
Deux des principaux axes de transport de la Laponie finlandaise passent à proximité immédiate de la colline. Partie de la route européenne 8 surnommée localement « route des aurores boréales », la nationale 21 longe la Torne tandis que la voie ferrée de Laponie occidentale entre Tornio et Kolari passe immédiatement au pied d'Aavasaksa.
Du fait de son horizon dégagé vers le nord et de sa proximité avec le cercle arctique situé à dix-sept kilomètres plus au nord, la colline d'Aavasaksa est considérée comme le point le plus méridional de Finlande permettant l'observation du soleil de minuit.

### Topographie

Carte topographique d'Aavasaksa.

Aavasaksa, culminant à 242 mètres d'altitude, surplombe la plaine voisine de 150 à près de 200 mètres. Son sommet est pratiquement plat sur plusieurs hectares. Par contre, les flancs nord et est sont particulièrement escarpés, la pente moyenne étant de 45° sur 200 mètres avec une section de barres rocheuses. La pente est deux fois moins accentuée du côté ouest et elle est encore bien plus faible sur le côté sud, dont la pente douce a été la seule à permettre la construction de l'unique route conduisant au sommet.
En tout, la section supérieure à cent mètres d'altitude mesure 1,1 kilomètre de largeur et trois kilomètres de longueur suivant un axe pratiquement orienté nord-sud.
Aavasaksa est entourée sur trois côtés par la Tengeliö, qui contourne la colline par le nord avant de rejoindre la Torne. Au point le plus proche, ce cours d'eau passe à moins d'un kilomètre du sommet.

### Géologie

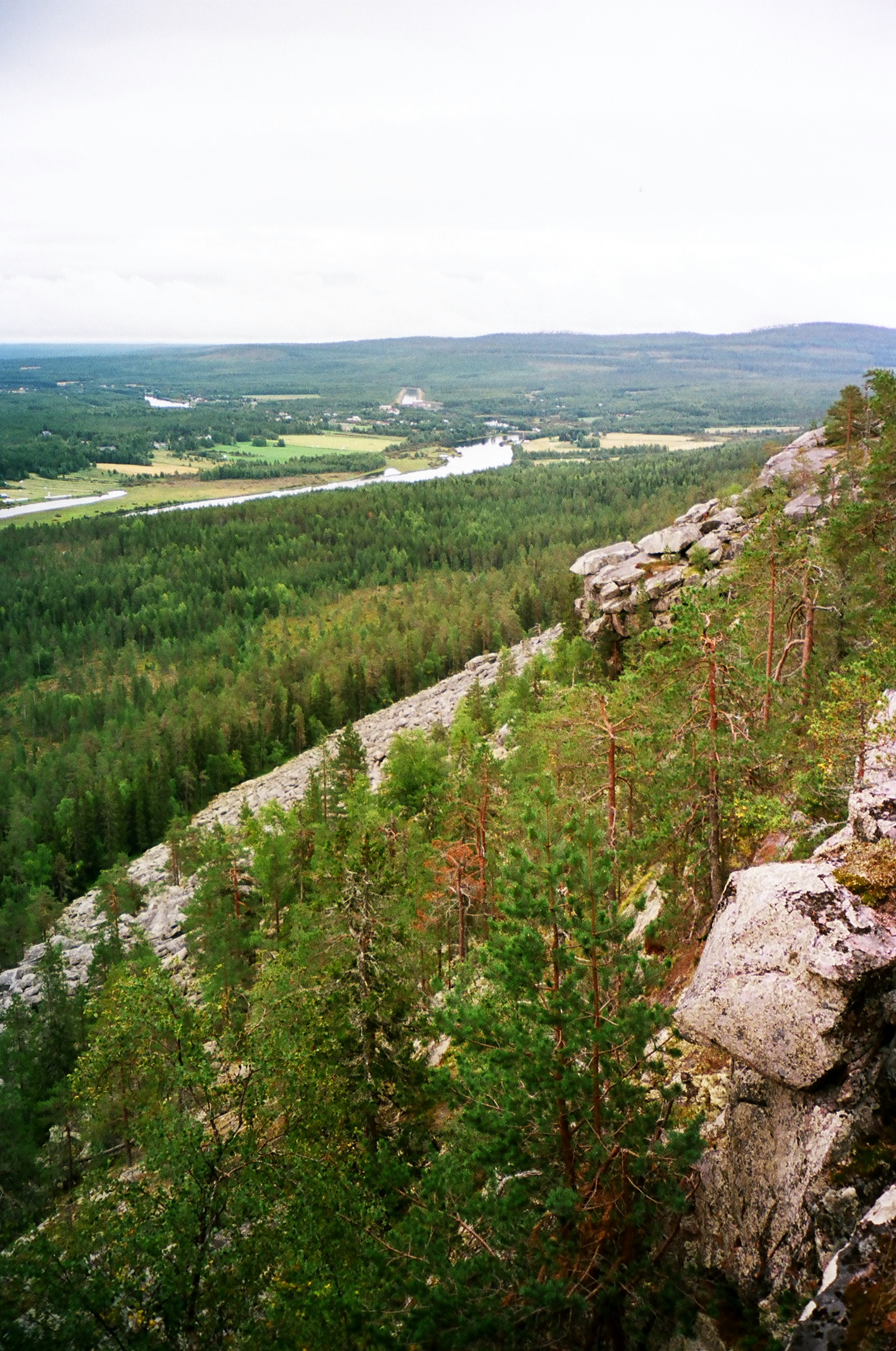
Vue depuis Aavasaksa sur la Tengeliö, au sud-est. Les falaises qui bordent le sommet de la colline sont visibles en premier plan.

Aavasaksa constitue un pluton granitoïde du domaine carélien datant d'environ 1,8 milliard d'années, soit de la jonction des périodes de l'Orosirien et du Stathérien (éon du Protérozoïque). Ce pluton, qui fait partie du complexe granitoïde de Laponie centrale, s'est mis en place dans des roches encaissantes appartenant à la ceinture schisteuse de Peräpohja, laquelle est composée de quartz, diorites et granites et date du Paléoprotérozoïque. Ce granite est composé de migmatites à texture moyenne de couleur rouge n'ayant subi aucune déformation, contrairement aux autres granites du complexe granitoïde de Laponie centrale. La région est tectoniquement stable car faisant partie du bouclier scandinave, même si des failles se trouvent au sud-est d'Aavasaksa.
Les granites d'Aavasaksa ont été érodés sous l'action des glaciers présents dans toute la Scandinavie au cours des différentes périodes glaciaires et ils ont été mis à nu durant la dernière, la glaciation de Würm. Il en résulte un relief arrondi, au sommet relativement plat et aux pentes escarpées. Après la fonte des dernières glaces qui recouvraient la colline jusqu'il y a environ 10 000 ans, Aavasaksa formait une île baignée par les eaux du lac Ancylus, ancêtre de la Baltique beaucoup plus étendu que la mer actuelle. Seul le sommet de la colline actuelle émergeait alors et des terrains littoraux composés de matériaux détritiques se sont ainsi constitués sous l'action des vagues sur la partie supérieure d'Aavasaksa. Ces terrains, appelés plages surélevées, forment encore aujourd'hui le sol du sommet d'Aavasaksa jusqu'à l'altitude de 208 mètres, mais mesurent moins d'un mètre d'épaisseur,. La remontée de la croûte terrestre à la faveur du rebond isostatique provoqua l'émersion des terres aux alentours, ce qui transforma Aavasaksa en colline en exposant à l'air libre ses flancs rocheux recouverts d'un sol mince. Les terrains de surface aux contacts d'Aavasaksa sont quant à eux formés de moraines de fond indifférenciées au sud et de dépôts fluviatiles comme des limons, sables et graviers à l'est, au nord et à l'ouest, charriés par la Torne et la Tengeliö.

### Climat
Le climat à Aavasaksa est de type continental sibérien. L'influence de l'océan Atlantique et du golfe de Botnie rend l'hiver moins extrême que dans l'Est ou le Nord-Ouest de la Laponie et réduit l'amplitude thermique annuelle. La température moyenne annuelle est légèrement inférieure à 1 °C. Les précipitations avoisinent 550 millimètres, les mois d'été et d'automne étant les plus pluvieux. Les fluctuations de la durée du jour sont considérables à proximité du cercle polaire. Du 15 juin au 6 juillet, le soleil brille sans interruption au cours du jour polaire. Lors du solstice d'hiver, le jour ne dure qu'un peu plus de deux heures avec en plus deux à trois heures de pénombre.
L'été et la période de végétation sont brefs et pluvieux mais la température y est relativement élevée au regard de la latitude. Juillet est le mois le plus chaud avec une moyenne des températures maximales de l'ordre de 20 °C. L'automne est court avec une chute des températures rapide et se poursuit par un hiver long et froid avec une moyenne des minima en janvier à −15 °C (le seuil des −30 °C est franchi presque tous les ans). La première neige tombe habituellement autour du 20 octobre, le sommet étant en moyenne entièrement recouvert du 10 novembre jusqu'au milieu du mois de mai, la couche de neige atteignant en moyenne soixante centimètres à la mi-mars.
Si l'effet de l'altitude n'entraîne que de faibles variations de température et de précipitations entre le haut et le bas de la colline, le sommet est en revanche plus venté.

### Faune et flore
En limite sud, Ylitornio fait partie de la zone d'élevage extensif des rennes qui sont souvent rencontrés sur les flancs de la colline et ses environs immédiats. Une coopérative d'éleveurs, osuuskunta aavasaksan poro, est établie à proximité, la commune d'Ylitornio comptant au total 120 éleveurs et 2 268 rennes, à peine un par kilomètre carré. Les élans, plus rares, sont parfois observés.
La flore d'Aavasaksa est identique à celle que l'on trouve dans le reste de la Laponie boisée et fait partie de la taïga scandinave et russe, une écorégion du biome de la taïga faisant elle-même partie de l'écozone paléarctique. La principale formation végétale d'Aavasaksa est donc une taïga, c'est-à-dire une forêt majoritairement composée de conifères comme des pins, des sapins et des épicéas, mais aussi de quelques feuillus comme des aulnes blancs ou encore des bouleaux. Le sous-bois est peu dense, le sol tapissé suivant les endroits de mousses, lichens ou de sous-arbrisseaux à baies, en particulier les myrtilliers communs ou les airelles rouges. Les lichens ont fait l'objet de plusieurs études et ce dès les travaux d'Isaac Carroll en 1863 : ce botaniste irlandais avait déjà identifié et collecté des spécimens de sept espèces différentes sur la colline, dont Usnea dasypoga.
La forêt couvre les flancs les moins escarpés et la partie basse de la colline ainsi que quelques hectares à son sommet, entouré par une zone de rocailles pratiquement dépourvue d'arbres. Cette répartition était déjà la même lors de la venue du scientifique français Maupertuis en 1736.

## Histoire

### Premiers peuplements et implantation suédoise
Si, lors du retrait des glaciers, Aavasaksa n'est qu'une petite île rocheuse, la remontée rapide de la croûte terrestre sous l'effet du rebond isostatique dégage les environs et rend habitable la vallée de la Torne. Une première importante migration humaine en provenance de l'actuelle Allemagne aurait atteint le Nord de la Suède et la Laponie autour du VIe millénaire av. J.-C. en profitant d'un net radoucissement du climat. D'autres nomades arrivés de l'est autour du IVe millénaire av. J.-C. seraient les ancêtres des Finnois et des Samis.
La vallée de la Torne se trouve au Moyen Âge au cœur de la culture kvène. Ce peuple apparenté aux Finnois établit un royaume dans la région. Les sources écrites sont très rares, aucune n'étant plus ancienne que le IXe siècle. La principale est la saga d'Egill, qui date de 1230 et décrit en détail le pays des Kvènes sans que mention y soit explicitement faite d'Aavasaksa. Les premiers villages sont fondés le long des rivières et les Samis nomades repoussés progressivement vers le nord. Les derniers Samis de Kemi disparaîtront de la région au milieu du XIXe siècle.
L'influence suédoise dans la région se fait plus forte dès le traité de Nöteborg, même si celui-ci ne traite pas de la partie nord du golfe de Botnie. Cela n'empêche pas les Suédois d'y affirmer leur emprise et de créer les premières colonies dès la fin du XIVe siècle. Le traité de Teusina de 1595 entérine le contrôle de la région par les Suédois et la ville de Tornio est fondée en 1621. Affirmant cette emprise sur la région, l'un de leurs rois, Charles XI de Suède, est le premier monarque à escalader le mont en 1694.

### Explorations

#### Expédition Maupertuis

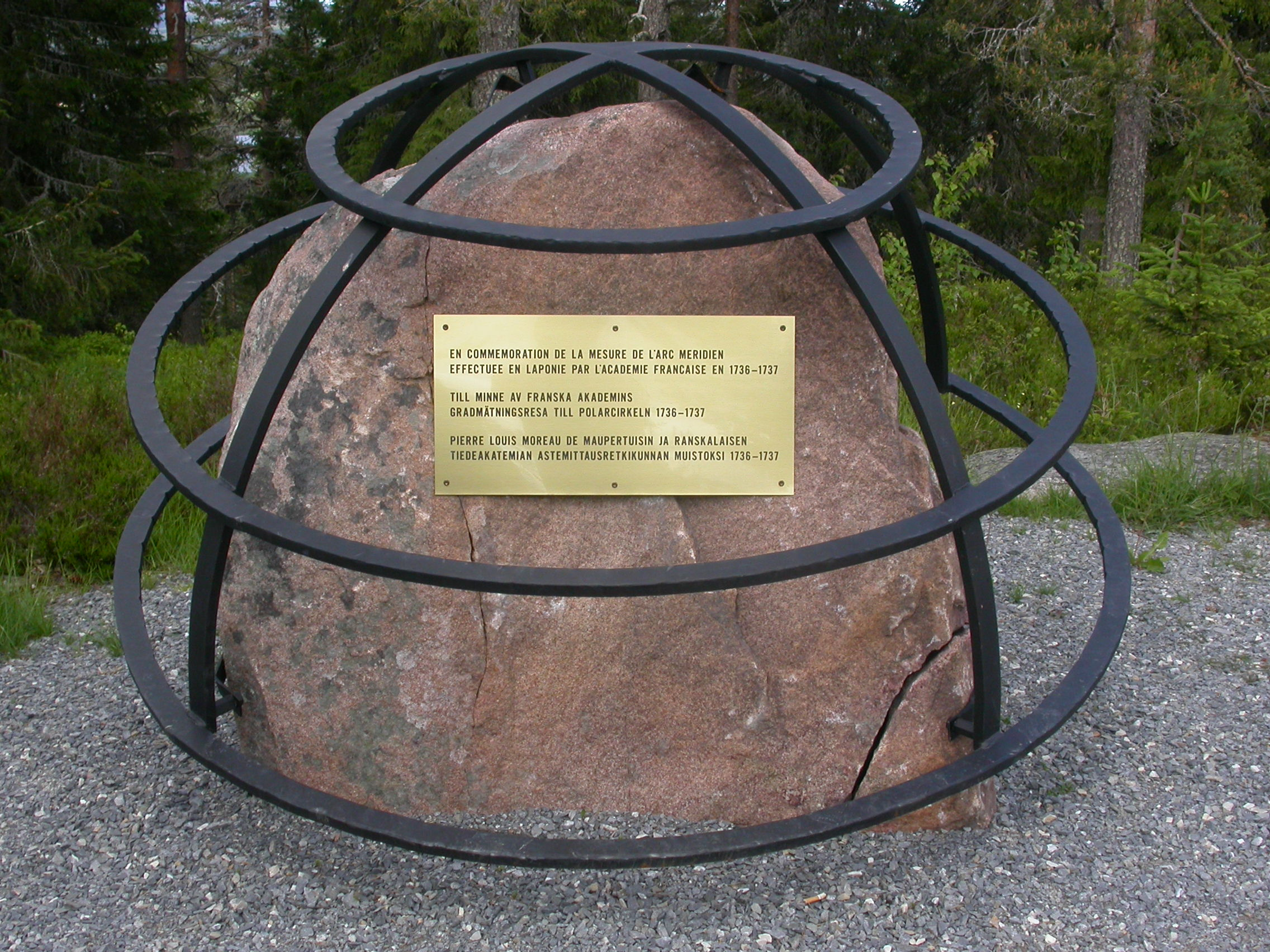
Monument commémoratif de l'expédition Maupertuis au sommet de l'Aavasaksa.

Aavasaksa marque l'une des principales étapes de l'expédition Maupertuis en 1736 – 1737. L'envoyé du roi de France Louis XV débarque à Tornio le 18 juin 1736. L'objectif de sa mission est de mesurer la longueur d'un degré de l'arc méridien à hauteur du cercle polaire afin de déterminer avec plus de précision la forme de la Terre : aplatie aux pôles comme une mandarine, ce qui constitue la thèse de Newton, ou alors allongée comme un citron. Maupertuis part en repérage avant l'arrivée des autres membres de son expédition, suivant le gouverneur de la province jusqu'à Aavasaksa, dont il croit qu'elle est l'une des plus hautes montagnes du pays. Il y passe la nuit du solstice d'été et constate au cours de cette brève mission d'exploration que les montagnes de la région se prêtent à merveille à la réalisation de mesures de triangulation, contrairement aux îles du golfe de Botnie, qui s'étaient avérées trop plates. À la suite de l'arrivée de ses accompagnateurs, Clairaut, Camus, Le Monnier, l'abbé Outhier et l'astronome suédois Celsius, l'expédition effectue de nombreuses mesures d'angle et de distance depuis onze sites de la région. En raison de la vue dégagée depuis son sommet et de la présence d'un des seuls logements décents de la région au presbytère d'Ylitornio, Aavasaksa constitue le camp de base de ce dispositif de mesure.
Le 8 juillet, Maupertuis et Camus rasent les arbres du sommet de la colline et y construisent un signal pour disposer d'un meilleur point de vue. L'expédition passe dix jours au sommet entre le 20 et le 30 juillet puis y revient régulièrement au cours des mois suivants, y compris au cœur de l'hiver.
Les écrits de Maupertuis et ceux encore plus complets de l'abbé Outhier marquent la première description écrite par des non-Nordiques de la vallée de la Torne en général et d'Aavasaksa en particulier, constituant à ce titre une mine d'informations sur la colline et son environnement au milieu du XVIIIe siècle. Ils subissent la räkkä, l'éclosion des mouches et moustiques qui rend difficilement supportable le début de l'été, puis l'hiver glacial. Ils décrivent les petits villages le long de la rivière, formés de quelques maisons et peuplés de Finnois agriculteurs, amateurs de sauna, le mode de vie nomade des Samis qui suivent leurs rennes dans leur migration, les rapides infranchissables par des bateaux, les marais, les forêts à perte de vue, le ramassage de baies inconnues des Français ainsi que les maigres récoltes de seigle, d'orge, du houblon pour la bière et même de petites quantités de chanvre. L'ouvrage d'Outhier, très complet, a été traduit en allemand et anglais et plus tardivement en finnois et en suédois.

#### Arc de Struve et autres expéditions scientifiques

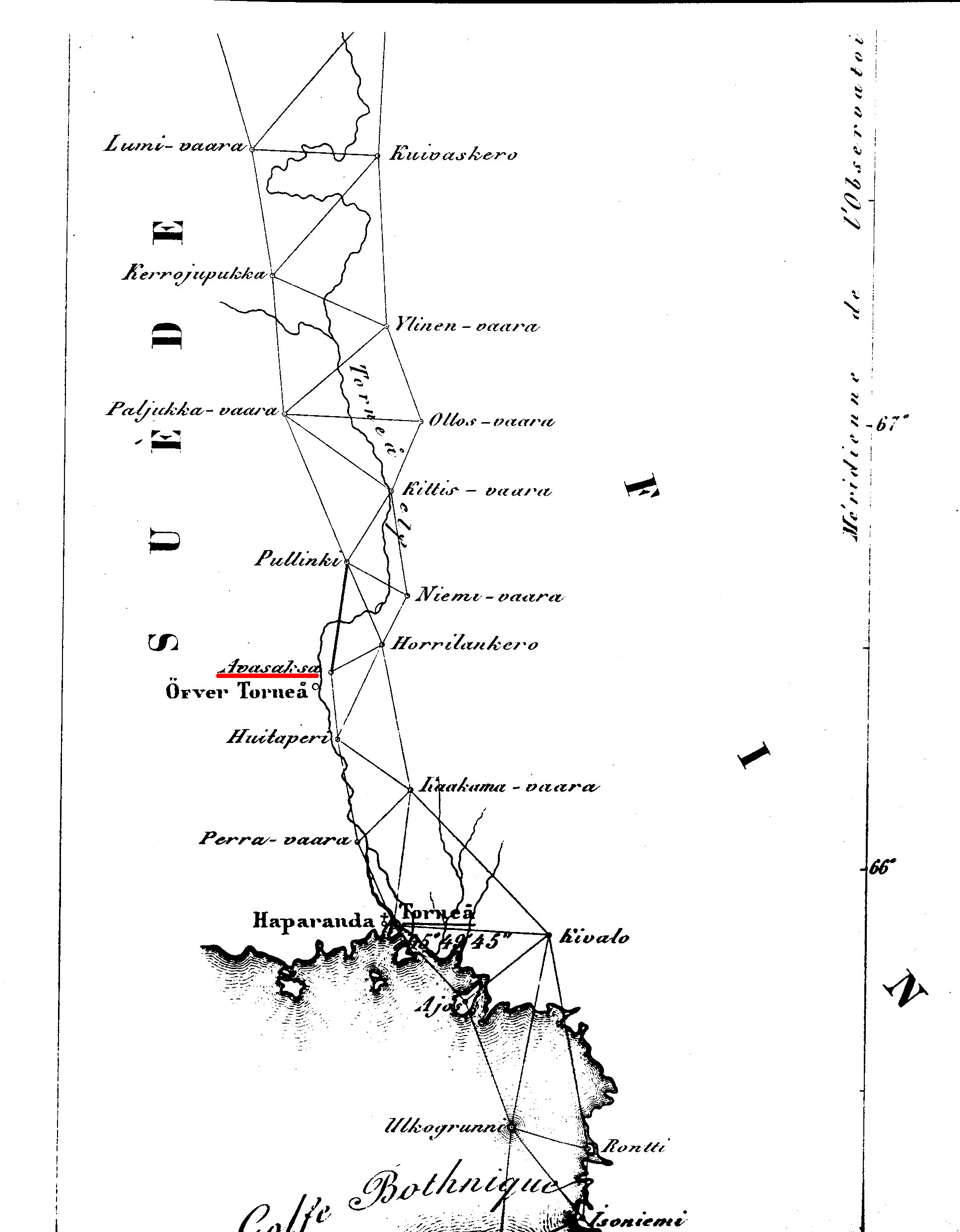
Carte du réseau de triangulation de l'arc de Struve dans la région de Tornio. Aavasaksa est soulignée en rouge.

La venue de Maupertuis marque le début d'une ère qui verra de nombreux explorateurs et scientifiques se succéder au sommet de l'Aavasaksa. Le 18 juin 1799, c'est l'ornithologue italien Giuseppe Acerbi, en route pour le cap Nord, qui atteint le site et y observe le soleil de minuit.
Un changement politique majeur fait d'Aavasaksa un site frontalier. En effet, en 1809, la Suède perd la guerre de Finlande et avec le traité de Fredrikshamn, la nouvelle frontière entre la Suède et l'Empire russe suit désormais le cours de la Torne sans tenir compte de l'homogénéité ethnique et culturelle de la vallée. Aavasaksa, située en rive orientale, est à partir de ce moment située dans le grand-duché de Finlande contrôlé par l'Empire russe.
En 1816, l'astronome Friedrich Georg Wilhelm von Struve se lance dans un colossal projet visant à mesurer la forme exacte de la Terre et l'ampleur de l'aplatissement des pôles. Il est amené au cours des quarante années suivantes à baliser avec d'autres membres de son équipe 265 repères géodésiques de triangulation s'étendant de la mer Noire à la côte de la mer de Norvège. Aavasaksa est choisie comme point de repère et marquée en 1845 par des assistants suédois de Struve, l'astronome étant alors retenu à l'observatoire de Poulkovo de Saint-Pétersbourg. La colline fut retenue par l'expédition pour les mêmes raisons que celles qui avaient attiré Maupertuis un siècle auparavant : son sommet était un des seuls lieux à pouvoir offrir un tel point de vue dans la région, un avantage décisif à une époque où les mesures d'angle entre les différents repères étaient effectuées manuellement. Les marques laissées par l'équipe de Struve, trois croix sculptées dans la roche du sommet, ne sont plus visibles aujourd'hui car recouvertes par une tour d'observation. En 2005, l'UNESCO choisit de classer l'Arc de Struve dans la liste du patrimoine mondial par le biais de 34 sites de mesures sélectionnés, dont celui d'Aavasaksa, qui comporte une zone centrale de 79 m2 et une zone tampon de 7 854 m2 autour de la tour d'observation.
Les explorations se poursuivent après la venue de Struve, comme celle du botaniste irlandais Isaac Carroll au cours de l'été 1863. Cependant, les scientifiques et explorateurs sont rapidement supplantés par les touristes dont le nombre est croissant.

### Époque du tourisme

#### Premier site touristique de Laponie

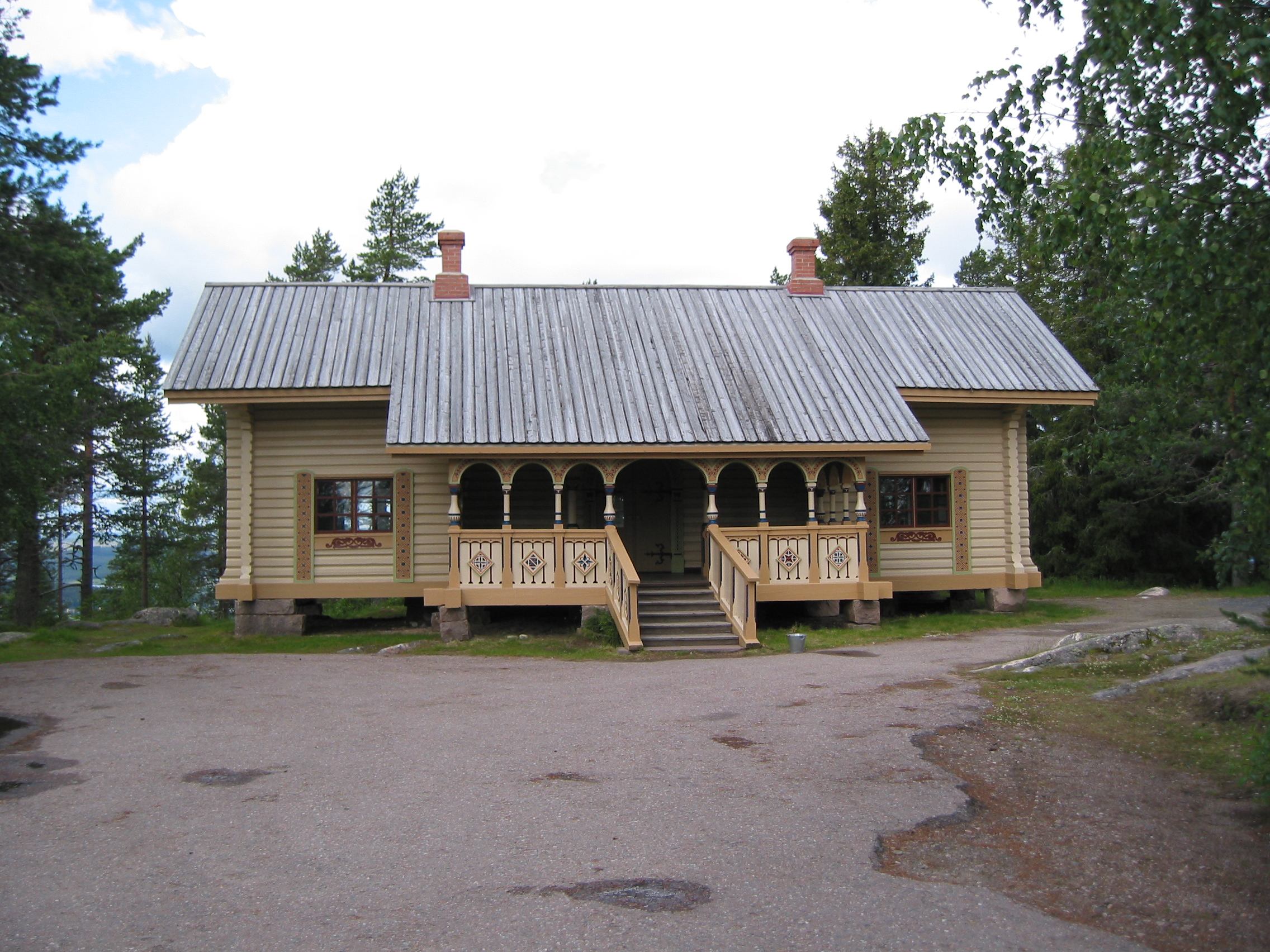
La villa de l'Empereur au sommet de l'Aavasaksa en juillet 2004.

Aavasaksa est considérée comme la plus vieille destination touristique de Laponie. Dès le milieu du XIXe siècle, les voyageurs se succèdent à son sommet,, principalement au moment de la Saint-Jean. Une des traditions locales est alors de graver son nom dans la roche. Plus de 1 000 inscriptions ont ainsi été faites à proximité du sommet au cours du XIXe siècle. En 1878, le parc d'Aavasaksa est fondé avec des terres appartenant à l'État et fait l'objet de mesures de protection. Cette zone protégée concerne la partie la plus élevée de la colline, à proximité du sommet. En prévision de la visite du tsar de l'époque, Alexandre III de Russie, un chalet y est édifié en 1882 et constitue le premier bâtiment touristique jamais construit en Laponie. Malgré le renoncement du tsar à ce voyage, ledit chalet est encore fonctionnel aujourd'hui.
L'écrivain Zacharias Topelius passe la nuit de la Saint-Jean 1880 au sommet de l'Aavasaksa. Il est surpris par le nombre de personnes présentes, y compris le nombre d'étrangers, et par la ferveur de la fête pendant laquelle les Finlandais entonnent le chant patriotique Maamme, qui deviendra l'hymne national finlandais lors de l'indépendance de 1917. Les années suivantes voient les premiers voyages organisés atteindre Aavasaksa pour la Saint-Jean, le voyage aller-retour depuis les villes du Sud de la Finlande durant environ deux semaines.
Au fur et à mesure du développement du tourisme, d'autres bâtiments sont édifiés à proximité du sommet. En 1927, l'inauguration de la gare d'Aavasaksa le 1er novembre marque le début d'une fréquentation de masse du site, le train raccourcissant considérablement le voyage depuis les grandes villes. Un pavillon pour accueillir les touristes est édifié à cette occasion et est utilisé aujourd'hui comme cafétéria.
Le tourisme de masse se développe fortement après-guerre. Les grandes fêtes de la Saint-Jean réunissent jusqu'à 20 000 personnes sur la colline et le festival associé affrète un train spécial depuis Helsinki. En 1969, une tour d'observation construite exactement sur le sommet permet aux visiteurs d'observer un panorama à 360° mais la fréquentation a déjà commencé à diminuer.

#### Déclin et renouveau

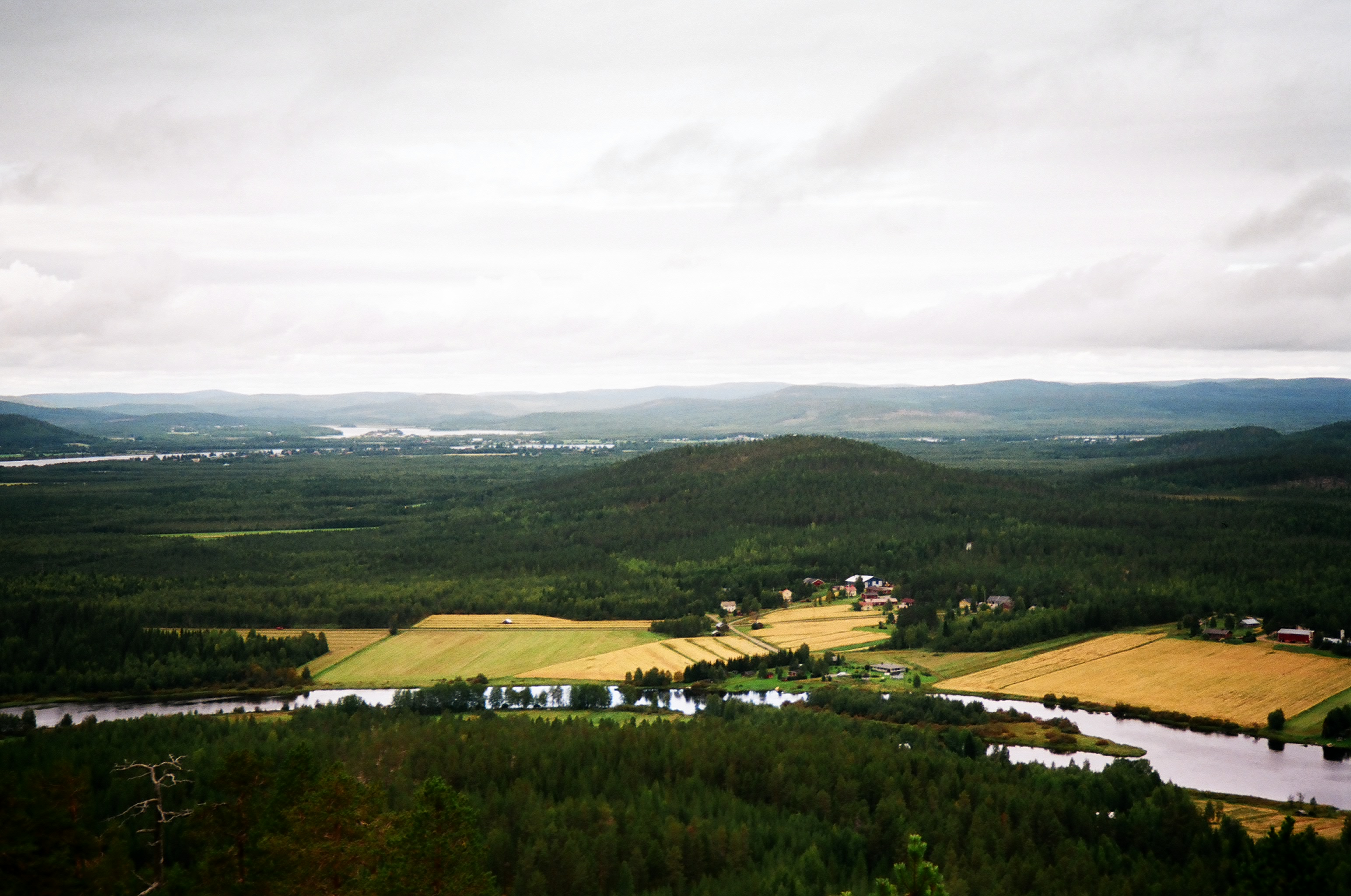
La vue dégagée vers le nord et la haute vallée de la Torne a attiré à la fois les scientifiques effectuant des mesures de triangulation et les touristes désireux d'admirer le soleil de minuit.

Après l'âge d'or des décennies de l'après-guerre, l'attrait touristique d'Aavasaksa diminue dans les années 1970, notamment face aux importants investissements des stations situées plus au nord. Le nombre de visiteurs au festival de la Saint-Jean ne cesse de diminuer et les investissements touristiques dans la commune et sur le site sont alors plus que limités.
Au cours des années 1990, le ministère de l'environnement de Finlande participe au renouveau de la destination Aavasaksa en prenant le contrôle du parc, peu après avoir retenu la colline dans la liste des paysages nationaux. Les bâtiments principaux (cafétéria, tour d'observation, etc.) sont restaurés, un théâtre en plein air est construit et enfin des sentiers de découverte autour du sommet sont aménagés en 2002, avec une longueur de 2,6 kilomètres pour le plus long, l'accès au parc restant gratuit,. Dans le même temps, en plus du festival de la Saint-Jean devenu confidentiel, un festival de rock, Aawastock, a été créé en 2002 et attire des milliers de personnes chaque année à la fin du mois de juillet.
Le renouveau d'Aavasaksa passe également par la promotion de la petite station de sports d'hiver de manière à assurer une fréquentation régulière toute l'année et non uniquement en été. On trouve en effet sur la partie sud-est de la colline, en bordure du parc proprement dit et du secteur protégé, un téléski, un half-pipe pour les snowboarders, trois pistes de ski alpin (115 mètres de dénivelé et un kilomètre de longueur pour la plus longue) et 80 kilomètres de pistes balisées de ski de fond. Cette station est associée à un petit centre de vacances comptant quinze chalets et, en plus du ski, diverses activités comme des parcours en motoneige ou en traîneau à chiens sont proposées aux touristes.

### Source
- (en) National Land Survey of Finland - Données géographiques.